# رومان أوخيدا
رومان أوخيدا (بالإسبانية: Román Ojeda)‏ هو لاعب كرة قدم بيروفي في مركز الوسط، ولد في 10 مايو 1980 في Chancay District, Huaral ‏ في بيرو. لعب مع اتحاد هوارال وسبورت وانكايو وسيينسيانو ونادي أياكوتشو ونادي سبورتينغ كريستال.

## وصلات خارجية
- رومان أوخيدا على موقع قاعدة بيانات كرة القدم.إي يو (الإنجليزية)